# 古城街道 (会泽县)
古城街道，是中华人民共和国云南省曲靖市会泽县下辖的一个街道办事处。
2013年10月20日，云南省人民政府批复同意撤销金钟镇，设立金钟街道、古城街道、宝云街道。

## 行政区划
古城街道下辖以下地区：
堂琅社区、丰乐社区、翠屏社区、盈仓社区、青云村、边河村、中河村、水城村、尚德村、后落村和厂沟村。